# Qin Yiyuan
Qin Yiyuan (en chino: 秦艺源; 14 de febrero de 1973) es una deportista china que compitió en bádminton, en la modalidad de dobles.
Participó en dos Juegos Olímpicos de Verano, obteniendo dos medallas de bronce en la prueba de dobles, en Atlanta 1996 (junto con Tang Yongshu) y en Sídney 2000 (con Gao Ling). Ganó tres medallas en el Campeonato Mundial de Bádminton entre los años 1995 y 1999.

## Palmarés internacional
| Juegos Olímpicos   | Juegos Olímpicos         | Juegos Olímpicos  | Juegos Olímpicos |
| Año                | Lugar                    | Medalla           | Prueba           |
| ------------------ | ------------------------ | ----------------- | ---------------- |
| 1996               | Atlanta (Estados Unidos) | Medalla de bronce | Dobles           |
| 2000               | Sídney (Australia)       | Medalla de bronce | Dobles           |
| Campeonato Mundial |                          |                   |                  |
| Año                | Lugar                    | Medalla           | Prueba           |
| 1995               | Lausana (Suiza)          | Medalla de bronce | Dobles           |
| 1997               | Glasgow (Reino Unido)    | Medalla de plata  | Dobles           |
| 1999               | Copenhague (Dinamarca)   | Medalla de bronce | Dobles           |